# 紀南病院 (田辺市)
紀南病院（きなんびょういん、英文名称：Kinan Hospital）は、和歌山県田辺市新庄町にある公立紀南病院組合（田辺市、白浜町、上富田町、みなべ町の1市3町で構成する一部事務組合）が設置する病院。田辺市及びその周辺における中核医療機関である。がん診療連携拠点病院、地域周産期母子医療センター、和歌山県災害拠点病院。

## 沿革
- 1945年12月19日 - 紀南病院として創設。
- 1958年4月1日 - 社会保険紀南総合病院に改称。
- 1997年5月1日 - 和歌山県災害拠点病院指定。
- 2005年3月31日 - 新病院完成。旧病院跡地は2012年に田辺市文化交流センター「たなべる」（田辺市立図書館・田辺市立歴史民俗資料館）が建設された[1]。
- 2005年4月30日 - 社会保険紀南総合病院廃止（一般344床）。
- 2005年5月1日 - 社会保険紀南病院開設（一般352床、感染4床）。社会保険紀南病院新庄別館を紀南こころの医療センターに改称。
- 2006年8月24日 - 社会保険紀南病院が「地域がん診療連携拠点病院」に指定される。
- 2007年1月1日 - 社会保険紀南病院が「和歌山県地域周産期母子医療センター」に認定される。
- 2007年4月1日 - 神経科が廃止され、紀南こころの医療センター精神科に統合される。
- 2014年3月12日 - 年金・健康保険福祉施設整理機構から公立紀南病院組合に施設が引き渡され、紀南病院に改称。

## 診療科
- 内科
- 消化器科
- 循環器科
- 呼吸器科
- 神経内科
- 外科
- 小児外科
- 呼吸器外科
- 小児科
- 脳神経外科
- 心臓血管外科
- 泌尿器科
- 産婦人科
- 眼科
- 整形外科
- リハビリ科
- 耳鼻咽喉科
- 歯科口腔外科
- 麻酔科
- 皮膚科
- 放射線科
- 形成外科
- 病理診断科

## 施設
- 敷地面積：約43,769平方メートル
- 建築面積：7,792平方メートル
- 延床面積：29,305平方メートル
- 構造：S・SRC造（地下1階、地上8階、塔屋1階）
- 駐車台数：773台（内 身障者用18台）

## 交通アクセス
- JRきのくに線紀伊田辺駅からバス　紀南病院前　下車、又はタクシー利用

## 関連施設
- 国立病院機構南和歌山医療センター
- 紀南こころの医療センター
- 紀南看護専門学校